# Anacroneuria xinguensis
Anacroneuria xinguensis är en bäcksländeart som beskrevs av Froehlich 2002. Anacroneuria xinguensis ingår i släktet Anacroneuria och familjen jättebäcksländor. Inga underarter finns listade i Catalogue of Life.